# 336177 Churri
336177 Churri è un asteroide della fascia principale. Scoperto nel 2008, presenta un'orbita caratterizzata da un semiasse maggiore pari a 2,5618560 UA e da un'eccentricità di 0,2942946, inclinata di 5,35358° rispetto all'eclittica.